# Port lotniczy Brive
Port lotniczy Brive (IATA: BVE, ICAO: LFSL), (fr. Aéroport de Brive-Souillac) – międzynarodowy port lotniczy położony 13 km na południe od Brive-la-Gaillarde, w regionie Limousin, we Francji.

## Linie lotnicze i połączenia
| Linia lotnicza       | Kierunek                                          |
| -------------------- | ------------------------------------------------- |
| Air France           | 1. Paryż-Orly Sezonowo: 1. Ajaccio 2. Lyon        |
| Amelia International | 1. Paryż-Orly Sezonowo: 1. Ajaccio 2. Nicea       |
| Ryanair              | 1. Bruksela-Charleroi 2. Londyn-Stansted 3. Porto |